# Inhulivka
Inhulivka, en ukrainien : Інгулівка, est un village ukrainien situé dans le raïon de Kherson et  dans l'oblast de Kherson. Il appartient à la communauté territoriale de Darivka (en), l'une des hromadas d'Ukraine.

## Histoire
Jusqu'au 18 juillet 2020, Inhulivka appartenait au raïon de Beryslav. Dans le cadre de la réforme administrative de l'Ukraine de 2020 (en), qui réduit le nombre de raïons de l'oblast de Kherson à cinq, le village est transféré dans le raïon de Kherson,. 
Le 25 février 2022, le village passe sous occupation russe. Le 11 novembre 2022, les Forces armées ukrainiennes (AFU/ZSU) libèrent le village.